# Toni Golem
Toni Golem (Spalato, 14 gennaio 1982) è un allenatore di calcio ed ex calciatore croato, di ruolo difensore, tecnico in seconda del Śląsk Breslavia.

## Carriera

### Allenatore
Il 5 gennaio 2022 prende le redini del Solin militante in 2.HNL, viene sollevato da tale incarico nel marzo 2023.
Il 22 giugno seguente succede a Marijan Budimir le redini dell'U-19 dell'Hajduk Spalato. Il 5 settembre seguente lascia il suo incarico nei Bili per succedere due giorni dopo la panchina del Rudeš da Robert Prosinečki. Il 12 novembre viene esonerato in seguito alla sconfitta in campionato per mano dell'Istria 1961 (0-4), concludendo così la sua avventura nei Rudešani dopo otto giornate di campionato (2 pareggi e 6 sconfitte) e due turni di coppa (entrambi vinti).